# Ignác Batthyány

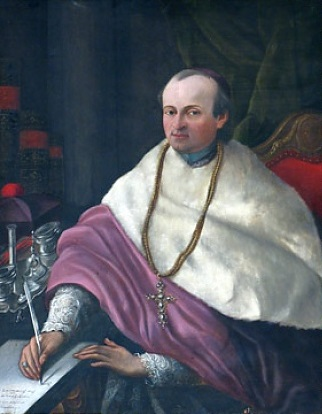
Ignác Batthyány

Ignác Batthyány, deutsch Ignaz von Batthyány, (* 30. Juni 1741 in Güssing (Németújvár), Königreich Ungarn; † 17. November 1798 in Alba Iulia (deutsch: Weißenburg oder Karlsburg), Großfürstentum Siebenbürgen) war ein ungarischer römisch-katholischer Bischof in Siebenbürgen.

## Leben
Batthyány stammte aus einer alten und weit verzweigten ungarischen Adelsfamilie, die als Magnaten, Grafen und Fürsten später zu den bedeutendsten Geschlechtern Österreichs und Ungarns gehörten. Er wirkte am Collegium Germanicum et Hungaricum in Rom als Bibliothekar. Das Collegium hatte damals seinen Sitz an der Kirche Sant’Apollinare, wurde deswegen auch Collegium Apollinare genannt. In seiner Funktion als Erlauer Domherr und Propst fungierte er auch als Herausgeber. Als er 1781 zum Bischof von Karlsburg (Weißenburg) ernannt worden war, machte er sich einen Namen als „eifriger Beschützer und Förderer der Wissenschaften in Siebenbürgen“.
Bereits zu Lebzeiten hatte Batthyány seine wertvolle Bibliothek – u. a. besaß er seit 1785 auch einen Teilband des Lorscher Evangeliars – und einem Legat von 40.000 Fl. der Sternwarte von Karlsburg übereignet. Diese astronomische Einrichtung war von ihm selbst 1796 gegründet worden. Die später unter dem Namen „Batthyaneum“ bekannt gewordene Bibliothek wurde 1961 in die rumänischen Nationalbibliothek eingegliedert.

## Werke (Auswahl)
- Leges ecclesiasticae regni Hungariae. Karlsburg 1785.
- Gerard von Csanád: Acta et scripta. Karlsburg 1790 (Herausgeber).